# Botryobasidium piliferum
Botryobasidium piliferum är en svampart som beskrevs av Boidin & Gilles 1982. Botryobasidium piliferum ingår i släktet Botryobasidium och familjen Botryobasidiaceae.   Inga underarter finns listade i Catalogue of Life.